# Zagonetka
Zagonetka je vrsta zadatka, pitanje ili izričaj, koji treba riješiti razmišljanjem. Zagonetka se postavlja vještim skrivanjem pravog značenja kroz igru riječi ili kroz dvosmisleno značenje.

## Zagonetka u užem smislu
U zagonetki se pitanje ili opis koji traže odgonetanje postavljaju tako da sugeriraju nešto drugo od točnog odgovora, pa odgonetnuti zagonetku obično znači razumjeti metaforu. S obzirom na tu bliskost odgonetanja zagonetke i interpretacije poezije, pretpostavlja se srodnost nastanka zagonetke i metafore, odnosno pjesme.
Po obliku ih je moguće podijeliti na opisne zagonetke i zagonetke pitalice. Ove druge su starije i nalaze se još u antičkoj kulturi i u Bibliji, na primjer Sfingina zagonetka koju rješava Edip ili Samsonovo rješenje zagonetke Filistejaca. Zagonetke su zabilježene u svim kulturama svijeta, te su značajan dio usmene i folklorne tradicije. Od XVIII. stoljeća objavljuju se u kalendarima, a od XIX. stoljeća u časopisima i knjigama, obično zajedno s poslovicama.
Zagonetke su dio takozvanih jednostavnih oblika (André Jolles, Jednostavni oblici - Einfache Formen, 1930.), jezičnih oblika koji izvorno pripadaju usmenoj kulturi. Strukturom su jednostavniji od umjetničkih oblika književnosti kao što su na primjer novela ili roman, ali se često nalaze sadržani u njima.
U starim usmenim kulturama uloga joj je inicijacijska, zagonetka služi za ispitivanje intelektualne zrelosti ispitanika, njegove upućenosti u određena znanja važna za zajednicu. Primjeri takve uloge nalaze se i u starijoj hrvatskoj književnosti, u Hektorovićevu Ribanju i ribarskom prigovaranju i Držićevim dramama. Također, iz starije hrvatske književnosti poznata je Frankapanova zbirka zagonetaka "Zganke za vrime kratiti".

### Primjeri narodnih zagonetaka
Nekoliko primjera narodnih zagonetaka:
- Bez kože uđe, s kožom izađe.   kruh
- Bijelo je - sir nije, repato je - miš nije, sol liže - vol nije.   rotkva
- Kući ide, a u goru gleda.   puška
- Nit' šušnu, nit' bušnu, a u kuću dođe.  mrak
- Danju klanja, a noću zvijezde broji.   đeram

## Zagonetka u širem smislu
Zagonetke su pogodno odgojno sredstvo, pogotovo za mlađe uzraste. Nastavnici ih koriste za stvaranje raspoloženja prije obrade određene građe. I u mnogim današnjim udžbenicima nalazimo ukomponirane zagonetke, pomoću kojih učenik sam traži odgovore na pitanja. Učenik više nije samo pasivan čitatelj, već čimbenik koji sam pokreće svoje umne sposobnosti i sam stiže do rezultata.
I odrasli se bave rješavanjem zagonetaka. One su za njih hobi, ponekad i strast. Zagonetka je također pogodan materijal i sredstvo natjecanja, koja se organiziraju u raznim medijima, na primjer u obliku kvizova.
U širem smislu, zagonetka obuhvaća i druge oblike, koji se često susreću pod pojmom enigmatika.

### Vrste zagonetaka
Neke od češćih zagonetaka su:
- Akrostih je zagonetka u kojoj početna slova ili slogovi stihova čitanih odozgo prema dolje daju neku riječ. Kod Akrostihoida se za dobivanje rješenja premeću slova ili slogovi.
- Anadiploza (udvostručivaljka) je zagonetka u kojoj se neka riječ udvostručuje i spaja u treću (JA + JA = JAJA).
- Anagram (premetaljka) je zagonetka u kojoj se slova ili slogovi premeću.
- Antiteza je zagonetka kod koje se traže suprotna značenja, koja se onda čitaju spojeno ili samostalno (NE NJIH -> DA NAS > DANAS).
- Čahura je vrsta anagrama.
- Čitaljka ja zagonetka u kojoj se grupiranjem slova na drugi način dobiva rješenje (Danas kupiše sto pušaka -> Dana skupi šest opušaka).
- Kriptogram je jedina zagonetka koja nema pravila ili određenog ključa kako se rješava, već odgonetač mora naći ključ (LOGARITAM: 325618 -> broj pokazuje koje slovo uzeti -> GORILA, autor Z. Turek; SPUŽVA-GUŠTER-SVRAKA-JARAC -> svaka riječ sadrži učahurenu životinju, njihova početna slova su rješenje -> PURA, autor S. Baškaj).
- Križaljka je najpopularnija zagonetka, u kojoj se pojmovi dobivaju iz opisa i zatim unose u lik.
- Metamorfoza (preobrazba) je niz povezanih mijenjalki, kad se od jedne riječi dobiva druga, s promjenom jednog slova u svakom koraku. Broj koraka je za jedan manji od dužine riječi (PULA ... KOBE -> KULA-KOLA-KOBA, autor Z.Kurnik).
- Pletenica (blizugletka) je lik u kome su izduženim slovima upisane riječi, koje treba pročitati (na slici: WIKIPEDIJA - HRVATSKA - 10 GODINA).
- Pomicaljka je zagonetka u kojoj date riječi napisane jedna ispod druge treba pomaknuti ulijevo ili udesno, tako da se u stupcima pročitaju traženi pojmovi (iz pojmova VLASAK-ANANAS-OSINICA-SASAFRAS dobiti još tri biljke -> SASA-ANIS-KANA, autor M.Babić)

| Slovni rebus | Spajaljka                                                               |
| ------------ | ----------------------------------------------------------------------- |
| NTT          | TROPA se nalizao moj nestašni KERA. S busolom traži gdje li je bandera. |

- Rebus je zagonetka predstavljena slovima, znakovima i crtežima i iz njihovog odnosa se nalazi rješenje ("Slovni rebus" u tablici desno: par T iza N -> partizan). Zarez označava da se neko slovo s početka ili kraja izbacuje iz rješenja. Ima više podvrsta, kao što su palindromni, anagramni, rarebus ili rebusoid.
- Spajaljka (šarada) je zagonetka u kojoj se rješenja naznačenih pojmova spajaju u novu riječ ("Spajaljka" u tablici desno: KOM + PAS = KOMPAS, autor V.Kuterovac).